# فینال جام حذفی فوتبال آلمان ۲۰۲۰
فینال جام حذفی فوتبال آلمان ۲۰۲۰ قهرمان جام حذفی فوتبال آلمان در فصل ۲۰–۲۰۱۹، هفتاد و هفتمین دوره از رقابت سالانه جام حذفی فوتبال آلمان را مشخص کرد. این بازی در تاریخ ۴ ژوئیه سال ۲۰۲۰ به میزبانی ورزشگاه المپیک برلین در شهر برلین برگزار شد. اگرچه در ابتدا قرار بود این بازی در ۲۳ مه ۲۰۲۰ برگزار شود، اما فدراسیون فوتبال آلمان فینال مسابقات را در پی شیوع ویروس کرونا در آلمان تا ۲۴ آوریل به تعویق انداخت. در ۱۱ مه ۲۰۲۰، کمیته اجرایی فدراسیون فوتبال آلمان منوط به تصویب سیاسی با یک دستورالعمل بهداشتی، مشابه آنچه که در بوندسلیگا و بوندسلیگا .۲ اجرا شد، از سرگیری رقابت‌ها را تأیید و فینال را برای ۴ ژوئیه برنامه‌ریزی کرد. مانند سایر مسابقات، این بازی پشت درهای بسته و بدون حضور تماشاگران برگزار شد. به دلیل تعویق ایجاد شده، این مسابقه اولین فینال جام حذفی بود که از سال ۱۹۷۴ بعد از ماه ژوئن برگزار شد.
بایر لورکوزن در اولین فینال خود از سال ۲۰۰۹ و بایرن مونیخ، مدافع عنوان قهرمانی و رکورددار قهرمانی در این رقابت‌ها برای سومین سال متوالی در فینال حضور داشتند و هر دو باشگاه از دسته اول فوتبال آلمان بودند. بایرن با پیروزی ۴–۲ در این بازی، دومین قهرمانی متوالی و در مجموع بیستمین قهرمانی خود در تاریخ جام حذفی را بدست آورد.
با این قهرمانی، بایرن سیزدهمین دوگانه داخلی خود را کسب کرد و در نتیجه در بازی سوپر جام فوتبال آلمان ۲۰۲۰، به مصاف بروسیا دورتموند نایب قهرمان بوندس‌لیگا ۲۰–۲۰۱۹ رفت. از آنجا که بایرن با کسب قهرمانی در بوندسلیگا جواز حضور در مرحله گروهی لیگ قهرمانان اروپا را بدست آورد، سهمیه حضور در مرحله گروهی لیگ اروپا ۲۱–۲۰۲۰ به تیم رده ششم بوندسلیگا، هوفنهایم داده شد و سهمیه حضور در دور دوم مقدماتی لیگ اروپا به تیم جایگاه هفتم، وولفسبورگ رسید.

## تیم‌ها
در جدول زیر، فینال‌هایی که تا سال ۱۹۴۳ برگزار شده‌است، در دوره Tschammerpokal و از سال ۱۹۵۳ به بعد در دوره DFB-Pokal بوده‌است.
| تیم         | حضور قبلی در فینال (پررنگ نشان‌دهنده قهرمانی)                                                                                                  |
| ----------- | --- |
| بایرلورکوزن | ۳ (۱۹۹۳، ۲۰۰۲، ۲۰۰۹) |
| بایرن مونیخ | ۲۳ (۱۹۵۷، ۱۹۶۶، ۱۹۶۷، ۱۹۶۹، ۱۹۷۱، ۱۹۸۲، ۱۹۸۴، ۱۹۸۵، ۱۹۸۶، ۱۹۹۸، ۱۹۹۹، ۲۰۰۰، ۲۰۰۳، ۲۰۰۵، ۲۰۰۶، ۲۰۰۸، ۲۰۱۰، ۲۰۱۲، ۲۰۱۳، ۲۰۱۴، ۲۰۱۶، ۲۰۱۸، ۲۰۱۹) |

## مسیر رسیدن به فینال
رقابت‌های جام حذفی (DFB-Pokal) به صورت تک‌حذفی با حضور ۶۴ تیم آغاز شد. در مجموع پنج مرحله برای رسیدن به فینال وجود دارد. تیم‌ها در ۹۰ دقیقه وقت معمول به مصاف هم می‌روند و اگر در پایان، بازی به تساوی رسید، ۳۰ دقیقه وقت اضافه برای تعیین تیم برنده در نظر گرفته می‌شود. در صورت ادامه یافتن تساوی پس از وقت‌های اضافه، ضربات پنالتی تیم پیروز را مشخص می‌کند.
یادداشت: در تمام نتایج زیر، ابتدا نتیجه تیم فینالیست نشان داده شده‌است (خ: خانه; م: مهمان).
| بایر لورکوزن     | بایر لورکوزن | مرحله                         | بایرن مونیخ            | بایرن مونیخ |
| ---------------- | ------------ | ----------------------------- | ---------------------- | ----------- |
| حریف             | نتیجه        | جام حذفی فوتبال آلمان ۲۰–۲۰۱۹ | حریف                   | نتیجه       |
| آلمانیا آخن (م)  | ۴–۱          | دور اول                       | انرژی کوتبوس (م)       | ۳–۱         |
| پادربورن (خ)     | ۱–۰          | دور دوم                       | بوخوم (م)              | ۲–۱         |
| اشتوتگارت (خ)    | ۲–۱          | یک‌شانزدهم نهایی               | هوفنهایم (خ)           | ۴–۳         |
| یونیون برلین (خ) | ۳–۱          | یک‌چهارم نهایی                 | شالکه (م)              | ۱–۰         |
| زاربروکن (م)     | ۳–۰          | نیمه‌نهایی                     | آینتراخت فرانکفورت (خ) | ۲–۱         |

## بازی

### جزئیات
| بایرلورکوزن                  | ۲–۴   | بایرن مونیخ                                    |
| ---------------------------- | ----- | ---------------------------------------------- |
| اسون بندر ۶۴' · هافرتس '۵+۹۰ | گزارش | - آلابا ۱۶' - گنابری ۲۴' - لواندوفسکی ۵۹'، ۸۹' |

| بایر لورکوزن | بایرن مونیخ |

| GK       | ۱  | لوکاس هرادتسکی       |     |     |
| RB       | ۸  | لارس بندر            |     | '۸۲ |
| CB       | ۵  | اسون بندر            |     |     |
| CB       | ۱۲ | ادموند تاپسوبا       |     |     |
| LB       | ۱۸ | وندل                 | '۲۸ |     |
| CM       | ۲۰ | چارلز آرانگیز        |     |     |
| CM       | ۱۵ | یولیان باومگارتلینگر |     | '۴۶ |
| RW       | ۱۹ | موسی دیابی           |     |     |
| AM       | ۱۱ | ندیم امیری           |     | '۴۶ |
| LW       | ۹  | لئون بیلی            |     | '۷۶ |
| CF       | ۲۹ | کای هافرتس           |     |     |
| تعویض‌ها: |    |                      |     |     |
| GK       | ۲۸ | رمضان اوزکان         |     |     |
| DF       | ۴  | جاناتان تاه          |     |     |
| DF       | ۶  | الکساندر دراگوویچ    |     |     |
| DF       | ۲۳ | میچل وایزر           |     | '۸۲ |
| MF       | ۱۰ | کریم دمیربای         |     | '۴۶ |
| MF       | ۲۷ | فلوریان وریتس        |     |     |
| MF       | ۳۸ | کریم بلعربی          |     | '۷۶ |
| FW       | ۱۳ | لوکاس آلاریو         |     |     |
| FW       | ۳۱ | کوین فولاند          |     | '۴۶ |
| سرمربی:  |    |                      |     |     |
| پتر بوش  |    |                      |     |     |

| GK             | ۱  | مانوئل نویر ()   |     |     |
| RB             | ۵  | بنژامن پاوار     |     |     |
| CB             | ۱۷ | ژروم بواتنگ      |     | '۶۹ |
| CB             | ۲۷ | داوید آلابا      |     |     |
| LB             | ۱۹ | آلفونسو دیویز    |     |     |
| CM             | ۳۲ | یزوا کیمیش       |     |     |
| CM             | ۱۸ | لئون گورتزکا     |     |     |
| RW             | ۲۲ | سرژ گنابری       |     | '۸۷ |
| AM             | ۲۵ | توماس مولر       |     | '۸۷ |
| LW             | ۲۹ | کینگزلی کومان    |     | '۶۴ |
| CF             | ۹  | روبرت لواندوفسکی | '۶۷ |     |
| تعویض‌ها:       |    |                  |     |     |
| GK             | ۲۶ | اسون اولریش      |     |     |
| DF             | ۲  | آلوارو اودریزولا |     |     |
| DF             | ۴  | نیکلاس زوله      |     |     |
| DF             | ۲۱ | لوکا ارناندز     |     | '۶۹ |
| MF             | ۶  | تیاگو            |     | '۸۷ |
| MF             | ۱۰ | فیلیپه کوتینیو   |     | '۸۷ |
| MF             | ۱۱ | میکائیل کویزانس  |     |     |
| FW             | 14 | ایوان پریشیچ     |     | '۶۴ |
| FW             | ۳۵ | جاشوا زیرکزی     |     |     |
| سرمربی:        |    |                  |     |     |
| هانس دیتر فلیک |    |                  |     |     |

| بهترین بازیکن زمین: روبرت لواندوفسکی (بایرن مونیخ) کمک داوران: رافائل فولتین (ویسبادن) مارتین تامسن (کلوه) داور چهارم: پاتریک ایته‌تریش (هامبورگ) کمک داور ویدئویی: فلیکس زوایر (برلین) دستیار کمک داور ویدئویی: مارکو آخمولر (باد فوسینگ) | قوانین بازی - ۹۰ دقیقه وقت معمول. - ۳۰ دقیقه وقت اضافه در صورت تساوی. - ضربات پنالتی در صورت ادامه تساوی پس از وقت‌های اضافه. - ۹ بازیکن ذخیره. - امکان پنج تعویض برای هر تیم، بعلاوه تعویض ششم در وقت‌های اضافه. |

### آمار بازی
| آمار           | بایر لورکوزن | بایرن مونیخ |
| -------------- | ------------ | ----------- |
| گل(های) زده    | ۲            | ۴           |
| مجموع شوت‌ها    | ۷            | ۱۷          |
| شوت در چهارچوب | ۳            | ۷           |
| دفع توپ        | ۳            | ۱           |
| مالکیت توپ     | ۵۰٪          | ۵۰٪         |
| ضربه(های) کرنر | ۳            | ۵           |
| خطا(ها)        | ۱۵           | ۱۴          |
| آفساید(ها)     | ۷            | ۱           |
| کارت(های) زرد  | ۱            | ۱           |
| کارت(های) قرمز | ۰            | ۰           |

## جستار های وابسته
- سوپر جام فوتبال آلمان ۲۰۲۰

## یادداشت
1. 1 2  بازی‌های نیمه‌نهایی و نهایی در پی شیوع ویروس کرونا در آلمان، پشت درهای بسته و بدون حضور تماشاگران برگزار شدند.
2. ↑  هر تیم فقط سه فرصت برای تعویض بازیکن داشت، بعلاوه فرصت چهارم تعویض در وقت‌های اضافه، به استثنای تعویض‌هایی که در وقت استراحت، قبل از شروع وقت‌های اضافه و در نیمه استراحت بین دو وقت اضافه انجام شد.